# Wiz Khalifa
Wiz Khalifa, artiestennaam van Cameron Jibril Thomaz (Minot (North Dakota), 8 september 1987), is een Amerikaanse rapper.

## Biografie
De ouders van Thomaz, die scheidden toen hij drie jaar was, werkten in het Amerikaanse leger. Door het werk van zijn ouders verhuisde de jonge Thomaz geregeld. Hij woonde achtereenvolgens in Duitsland, Japan, Engeland en Pittsburgh. Hij ging naar de Taylor Allderdice High School. Toen hij negen jaar oud was begon Thomaz met het schrijven van raps en op twaalfjarige leeftijd nam hij voor het eerst liedjes op. Zijn vrienden noemden hem "Whiz" en later nam hij zelf "Wiz" als naam. Hij tekende bij het lokale platenlabel Rostrum Records, dat in 2006 zijn eerste mixtape uitbracht, getiteld Prince of the City: Welcome to Pistolvania.
Na enkele andere mixtapes en het album Show and Prove te hebben uitgebracht, tekende Thomaz in 2006 bij Warner Bros. Records. Hij wist nog geen succes te oogsten met zijn eerste single, Say Yeah in 2007, waarvoor hij gebruikmaakte van een sample van een Alice DeeJay-liedje.
Hij sloot een overeenkomst met Atlantic Records en de door het Noorse tweetal Stargate geproduceerde single Black and yellow werd in 2010 een grote hit in de Verenigde Staten. Hij bereikte de nummer 1-positie in de Billboard Hot 100 en de vijfde plaats in de UK Singles Chart. Het liedje gaat over zijn woonplaats Pittsburgh. De bijbehorende videoclip werd meer dan 323 miljoen keer bekeken op YouTube.
In 2010 hield Thomaz de Waken Baken Tour. Een optreden bij de East Carolina University op 9 september 2010 werd onderbroken door de politie; Thomaz en enkele anderen werden gearresteerd vanwege bezit, gebruik en verkoop van marihuana. De volgende dag stond hij weer op vrije voeten na betaling van een borgsom van driehonderdduizend dollar.
De titel van zijn derde studioalbum, Rolling Papers, dat in 2011 door Atlantic Records werd uitgegeven, verwijst naar het rollen van joints. Ter promotie van dit album hield hij een Amerikaanse tournee, getiteld de Green Carpet Tour. Een persbericht gaf als verklaring dat deze benaming sloeg op de biodiesel van de toerbus en de biologisch afbreekbare en te recyclen materialen die backstage gebruikt werden, maar journalisten meenden dat "Green Carpet" te maken had met het zijn marihuanagebruik. In het begin van 2011 nam Thomaz met Snoop Dogg de liedjes This weed is mine (verschenen op het Snoop Dogg-album Doggumentary) en That good op. De twee rappers hebben ook een film gemaakt, getiteld Mac & Devin Go to High School, met het roken van wiet als hoofdthema. Het album Rolling Papers stond op de tweede plaats in de Billboard 200 en de zesde in de Canadian Albums Chart.
Het nummer Young, Wild & Free, waarop Khalifa samenwerkt met Snoop Dogg en Bruno Mars, werd in 2011 een grote hit in verschillende landen. In 2012 werkte hij samen met Maroon 5 voor de single Payphone, dat eveneens een groot succes werd. In 2015 nam Khalifa samen met Charlie Puth het nummer See you again op, dat gemaakt werd voor de officiële soundtrack van de film Furious 7. Het werd zijn grootste hit tot nu toe, met nummer 1-noteringen in vele landen, waaronder de Verenigde Staten, het Verenigd Koninkrijk, Australië, Italië, Duitsland en Vlaanderen.

## Privé
Wiz Khalifa heeft twee kinderen, een zoon met zijn eerste vrouw Amber Rose en een dochter met zijn huidige partner.

## Discografie

### Albums
| Album met eventuele hitnotering(en) in de Nederlandse Album Top 100 | Datum van verschijnen | Datum van binnenkomst | Hoogste positie | Aantal weken | Opmerkingen |
| ------------------------------------------------------------------- | --------------------- | --------------------- | --------------- | ------------ | ----------- |
| Show and Prove                                                      | 05-09-2009            | -                     |                 |              |             |
| Deal or no Deal                                                     | 24-11-2009            | -                     |                 |              |             |
| Rolling Papers                                                      | 29-03-2011            | 09-04-2011            | 49              | 2            |             |
| Kush & Orange Juice                                                 | 14-04-2010            | -                     |                 |              |             |
| Taylor Allderdice                                                   | 13-03-2012            | -                     |                 |              |             |
| O.N.I.F.C.                                                          | 18-09-2012            | -                     |                 |              |             |
| Blacc Hollywood                                                     | 22-08-2014            | 30-08-2014            | 56              | 1            |             |
| Khalifa                                                             | 05-02-2016            | 13-02-2016            | 73              | 2            |             |
| Rolling Papers II                                                   | 13-07-2018            | 21-07-2018            | 23              | 2            |             |

| Album met hitnotering(en) in de Vlaamse Ultratop 200 albums | Datum van verschijnen | Datum van binnenkomst | Hoogste positie | Aantal weken | Opmerkingen |
| ----------------------------------------------------------- | --------------------- | --------------------- | --------------- | ------------ | ----------- |
| O.N.I.F.C.                                                  | 2012                  | 15-12-2012            | 102             | 9            |             |
| Blacc Hollywood                                             | 2014                  | 30-08-2014            | 46              | 4            |             |
| Khalifa                                                     | 2016                  | 13-02-2016            | 82              | 1            |             |
| Rolling Papers II                                           | 2018                  | 21-07-2018            | 57              | 4            |             |

### Singles
| Single met eventuele hitnotering(en) in de Nederlandse Top 40 | Datum van verschijnen | Datum van binnenkomst | Hoogste positie | Aantal weken | Opmerkingen                                                                                        |
| ------------------------------------------------------------- | --------------------- | --------------------- | --------------- | ------------ | -------------------------------------------------------------------------------------------------- |
| Black and yellow                                              | 24-01-2011            | 26-02-2011            | tip10           | -            | Nr. 44 in de Single Top 100                                                                        |
| Young, wild & free                                            | 2011                  | 26-11-2011            | 7               | 22           | met Snoop Dogg & Bruno Mars / Nr. 11 in de Single Top 100                                          |
| Payphone                                                      | 17-04-2012            | 05-05-2012            | 8               | 17           | met Maroon 5 / Nr. 14 in de Single Top 100 / Alarmschijf                                           |
| We own it (Fast & Furious)                                    | 2013                  | 01-06-2013            | tip5            | -            | met 2 Chainz / Nr. 48 in de Single Top 100                                                         |
| See you again                                                 | 03-04-2015            | 18-04-2015            | 3               | 21           | met Charlie Puth / Nr. 3 in de Single Top 100 / Alarmschijf                                        |
| Sucker for pain                                               | 2016                  | 10-09-2016            | 29              | 3            | met Lil Wayne, Imagine Dragons, Logic, Ty Dolla Sign & X Ambassadors / Nr. 30 in de Single Top 100 |
| When I grow up                                                | 2018                  | 30-06-2018            | tip14           | -            | met Dimitri Vegas & Like Mike                                                                      |

| Single met hitnotering(en) in de Vlaamse Ultratop 50 | Datum van verschijnen | Datum van binnenkomst | Hoogste positie | Aantal weken | Opmerkingen                                                          |
| ---------------------------------------------------- | --------------------- | --------------------- | --------------- | ------------ | -------------------------------------------------------------------- |
| Black and yellow                                     | 2011                  | 19-02-2011            | tip2            | -            |                                                                      |
| Roll up                                              | 11-04-2011            | 14-05-2011            | tip18           | -            |                                                                      |
| Till I'm gone                                        | 01-08-2011            | 06-08-2011            | tip10           | -            | met Tinie Tempah                                                     |
| 5 O'clock                                            | 17-10-2011            | 29-10-2011            | tip5            | -            | met T-Pain & Lily Allen                                              |
| Young, wild & free                                   | 2011                  | 24-12-2011            | 9               | 17           | met Snoop Dogg & Bruno Mars                                          |
| Payphone                                             | 2012                  | 12-05-2012            | 8               | 21           | met Maroon 5                                                         |
| Work hard play hard                                  | 2012                  | 22-12-2012            | tip18           | -            |                                                                      |
| Beat it                                              | 2013                  | 20-04-2013            | tip9            | -            | met Sean Kingston & Chris Brown                                      |
| We own it (Fast & Furious)                           | 2013                  | 01-06-2013            | 19              | 12           | met 2 Chainz                                                         |
| Let it go                                            | 2013                  | 14-09-2013            | tip93           | -            | met Akon                                                             |
| 23                                                   | 2013                  | 12-10-2013            | tip27           | -            | met Mike Will Made-It, Miley Cyrus & Juicy J                         |
| Feelin' myself                                       | 2013                  | 07-12-2013            | tip2            | -            | met Will.i.am, Miley Cyrus, French Montana & DJ Mustard              |
| We dem boyz                                          | 2014                  | 19-07-2014            | tip27           | -            |                                                                      |
| Shell shocked                                        | 2014                  | 22-11-2014            | tip92           | -            | met Juicy J, Ty Dolla Sign, Kill The Noise & Madsonik                |
| See you again                                        | 2015                  | 18-04-2015            | 1(3wk)          | 25           | met Charlie Puth                                                     |
| Go hard or go home                                   | 2015                  | 18-04-2015            | tip65           | -            | met Iggy Azalea                                                      |
| Sucker for pain                                      | 2016                  | 27-08-2016            | 35              | 6            | met Lil Wayne, Imagine Dragons, Logic, Ty Dolla Sign & X Ambassadors |
| Not easy                                             | 2016                  | 10-12-2016            | 37              | 6            | met Alex Da Kid, X Ambassadors & Elle King                           |
| When I grow up                                       | 2018                  | 30-06-2018            | 9               | 24           | met Dimitri Vegas & Like Mike                                        |